# Telejogo
Telejogo (tiếng Bồ Đào Nha có nghĩa là trò chơi truyền hình) là một máy chơi trò chơi điện tử tại gia chuyên dụng thế hệ đầu tiên do hai hãng Philco và Ford sản xuất và phát hành ở Brasil vào ngày 2 tháng 8 năm 1977. Đây là bản sao máy chơi game Pong và là hệ máy chơi game đầu tiên từng được phát hành ở Brasil. Năm 1979, nhà sản xuất đã cho ra mắt phiên bản kế nhiệm mang tên Telejogo II.

## Game
Nhờ bộ chipset MM57100N được tích hợp từ hãng National Semiconductor, người chơi có thể chọn chơi từ ba tựa game sau đây:
- Pingue pongue
- Futebol
- Paredão